# De beneficiis
Il De beneficiis è un trattato in sette libri dell'oratore e filosofo romano Lucio Anneo Seneca, realizzato tra il 56 e il 62 d.C. circa. Si configura come un'analisi della pratica del beneficio, colta anche nelle sue dimensioni politico-sociali, in un'epoca in cui alla progressiva acquisizione di potere da parte dell'imperatore Nerone si cercava di contrapporre la virtus romana, tipica della tradizione senatoria.

## Contenuto dell'opera
Dedicato all'amico di Seneca Ebuzio Liberale, questo trattato di filosofia morale riprende da famose opere quali il De Amicitia e il De officiis di Cicerone e il Perì toù Kathèkontos di Panezio la tematica del beneficio, inteso come concreta elargizione di un bene. Esso era di grande importanza nella Roma repubblicana e imperiale, presso cui uno dei valori fondamentali era l'amicitia, intesa come legame politico oltre che personale. Per Seneca, il beneficio è un'azione degna per sé, che prescinde da ogni convenienza e utilitarismo, ed è fonte di arricchimento sia per chi dona che per chi riceve. L'opera, che raccoglie le esperienze di vita pubblica dell'autore, diventa una sorta di galateo dei rapporti tra elargitori e beneficati, attraverso una dettagliatissima descrizione dei singoli casi.
Oggetto di profondo disprezzo da parte dell'autore è l'ingratitudine, che mina al delicato equilibrio che deve regolare la pratica del beneficio: esempio di tale comportamento è Gneo Lentulo, uomo ricchissimo e console nel 14 a.C., che pur essendo debitore ad Augusto del suo potere e delle sue ricchezze, non mancava di lamentarsi con lui che, per badare a queste ultime, avesse abbandonato una promettente carriera oratoria. Fonte di cotanta ingratitudine è, secondo Seneca, l'avidità, che "non permette ad alcuno di essere riconoscente".